# Sadrinszki járás

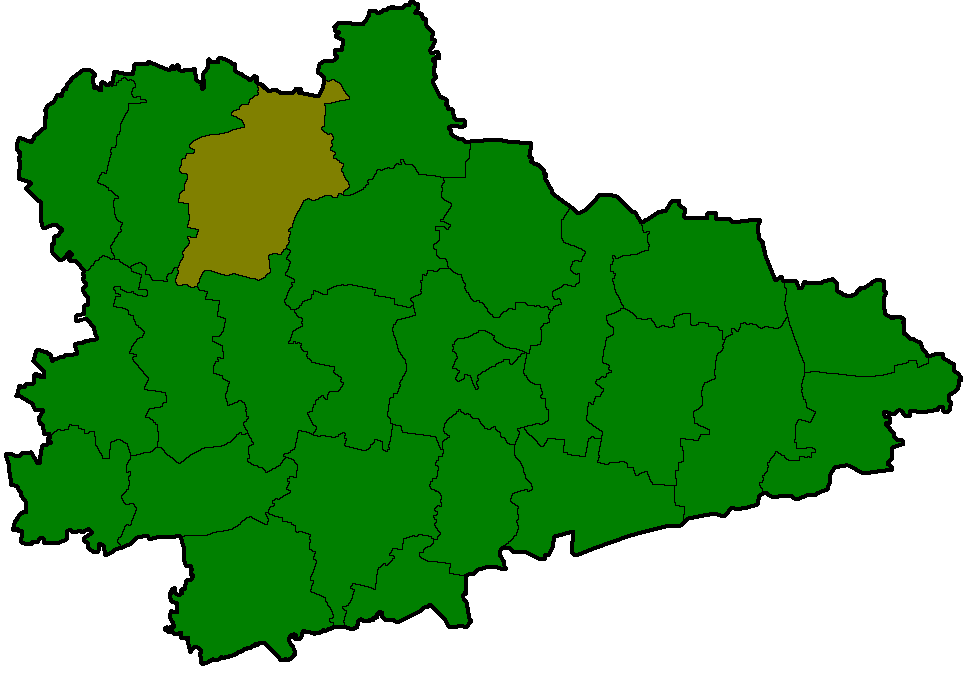
A Sadrinszki járás a Kurgani területen

A Sadrinszki járás (oroszul Шадринский район) Oroszország egyik járása a Kurgani területen. Székhelye Sadrinszk.

## Népesség
- 1989-ben 35 256 lakosa volt.
- 2002-ben 33 331 lakosa volt.
- 2010-ben 27 360 lakosa volt, melyből 24 992 orosz, 1 020 tatár, 250 ukrán, 223 kazah, 79 fehérorosz, 77 udmurt, 62 azeri, 58 német, 38 cigány, 36 moldáv, 33 örmény, 29 baskír, 25 tadzsik, 23 mari, 22 csuvas, 21 koreai, 16 mordvin, 15 lengyel, 14 komi, 12 ingus, 11 lezg, 11 üzbég stb.